# 京都府道140号灰方中山線
京都府道140号灰方中山線（きょうとふどう140ごう はいかたなかやません）は、京都府京都市西京区を通る一般府道である。

## 概要
京都市西京区大原野灰方町から京都府京都市西京区大枝中山町に至る。洛西ニュータウンの中を西から北へと通過する。

### 路線データ
- 起点：京都市西京区大原野灰方町（灰方交差点、京都府道・大阪府道733号柚原向日線交点）
- 終点：京都市西京区大枝中山町（京都府道201号中山稲荷線交点）

## 路線状況

### 道路施設

#### 橋梁
- 境谷大橋（小畑川、京都市西京区）

## 地理

### 通過する自治体
- 京都市（西京区）

### 交差する道路
| 交差する道路                           | 交差する場所        | 交差する場所       |
| -------------------------------------- | ------------------- | ------------------ |
| 京都府道・大阪府道733号柚原向日線      | 大原野灰方町        | 灰方交差点 / 起点  |
| 京都府道141号小塩山大原野線            | 大原野北春日町      | 柳川交差点         |
| 京都府道10号大山崎大枝線               | 大原野北春日町      | 北茶屋交差点       |
| 京都府道141号小塩山大原野線 / バイパス | 大原野西境谷町2丁目 | 新林本通境谷交差点 |
| 京都府道201号中山稲荷線                | 大枝中山町          | 終点               |

### 沿線
- 京都大原野灰方郵便局
- 京都市立大原野小学校
- 学校法人光華女子学園 大原野グラウンド
- NTT西日本 京都支店大原野別館
- 京都府立洛西高等学校
- 京都市立洛西中学校
- 京都市立新林小学校
- 洛西ニュータウン病院
- 洛西総合庁舎、洛西郵便局
- 京都エミナース
- 境谷公園
- 小畑川中央公園